# Dorcopsis muelleri
Dorcopsis muelleri là một loài động vật có vú trong họ Macropodidae, bộ Hai răng cửa. Loài này được Lesson mô tả năm 1827.